# ÖFB-Supercup der Frauen
Der ÖFB-Supercup der Frauen stellte im österreichischen Fußball alljährlich den Auftakt zur neuen Bundesliga-Saison dar, zählte allerdings zum jeweils vergangenen Spieljahr. Spielberechtigt waren der Meister und der Cupsieger der Frauen. Hatte der Meister auch den ÖFB-Cup gewonnen, trat anstelle des Cupsiegers der Finalist an. Das Supercupspiel der Frauen wurde jedes Jahr vor dem österreichischen Pokalfinale der Männer ausgetragen.

## Die Endspiele im Überblick
| Jahr | Spielort                            | Sieger                  | Ergebnis       | Finalist                |
| ---- | ----------------------------------- | ----------------------- | -------------- | ----------------------- |
| 2001 | Innsbrucker Tivoli, Innsbruck       | Union Kleinmünchen Linz | 1:0            | USC Landhaus Wien (M,C) |
| 2002 | Arnold Schwarzenegger-Stadion, Graz | USC Landhaus Wien (C)   | 6:3            | Innsbrucker AC (M)      |
| 2003 | Franz-Horr-Stadion, Wien            | SV Neulengbach (M,C)    | 5:0            | Union Kleinmünchen Linz |
| 2004 | Arnold Schwarzenegger-Stadion, Graz | SV Neulengbach (M,C)    | 2:2, 5:3 i. E. | USC Landhaus Wien       |

### Rangliste der Sieger
| Rang | Verein                  | Titel | Jahr(e)    |
| ---- | ----------------------- | ----- | ---------- |
| 1    | SV Neulengbach          | 2     | 2003, 2004 |
| 2    | Union Kleinmünchen Linz | 1     | 2001       |
|      | USC Landhaus Wien       | 1     | 2002       |